# Monica Z (film)
Monica Z är en svensk biografisk dramafilm som hade biopremiär i Sverige den 13 september 2013, i regi av Per Fly efter ett manus av Peter Birro.

## Handling
Filmen skildrar en period under 1960-talet i musikern Monica Zetterlunds händelserika artistliv och behandlar hennes stormiga kärleks- och familjeliv, från telefonist i Hagfors till jazzsångerska i New York. Huvudrollen som Monica spelas av Edda Magnason. 

## Rollista
- Edda Magnason — Monica Zetterlund
- Sverrir Gudnason — Sture Åkerberg
- Nadja Christiansson — Eva-Lena

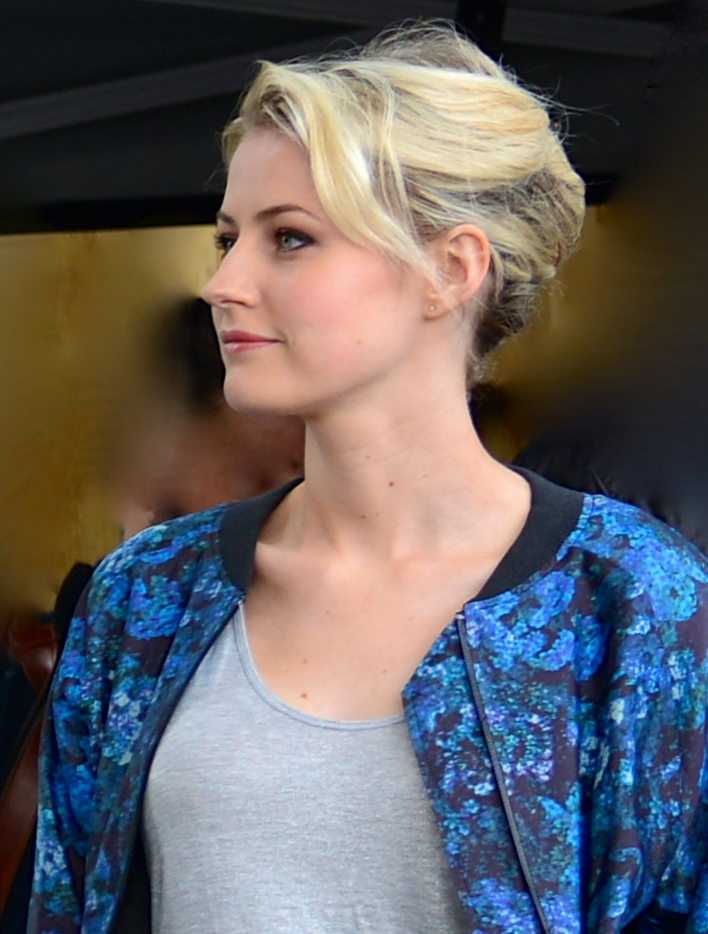
Huvudrollsinnehaverskan Edda Magnason 2013

- Kjell Bergqvist — Monicas far Bengt
- Cecilia Ljung — Monicas mor Margareta
- David Hellenius — skivbolagsdirektören
- Vera Vitali — Marika Nilsson
- Johannes Wanselow – Beppe Wolgers
- Oskar Thunberg – Vilgot Sjöman
- Jörgen Thorsson – Tage Danielsson
- Fredrik Lindborg – Arne Domnérus
- Hedda Stiernstedt – Lina
- Randal D. Ingram – Bill Evans
- Rob Morgan – Miles Davis
- Amelia Fowler – Ella Fitzgerald
- Clinton Ingram – Tommy Flanagan
- Hanna Ullerstam – Kerstin Wolgers
- Harry Friedländer – Hasse Alfredson
- Andréa Ager-Hanssen – Lena Nyman
- Henrik Ståhl – Povel Ramel

## Produktion
Filmen producerades av Stellanova Film i samarbete med Film i Väst, Sveriges Television, danska Eyeworks Fine & Mellow och Svensk Filmindustri. Den hade en budget på 40 miljoner kronor och spelades in i Trollhättan, Nossebro, Stockholm och New York. Produktionen fick 11,6 miljoner kronor i stöd från Svenska Filminstitutet och 370 000 euro från Europarådets filmfond Eurimages. Den fick också stöd från Det Danske Filminstitut.
Filmen hade världspremiär 10 augusti på Way Out West-festivalen i Göteborg och gick upp på biografer 13 september samma år.
Edda Magnason sjunger också på soundtracket till filmen. Skivan Monica Z – Musiken från filmen är inspelad på Atlantis Studio, Stockholm och Nilento Studio, Göteborg. Den släpptes av Universal Music Group i augusti 2013. Musiken är arrangerad och producerad av Peter Nordahl, som också dirigerade orkestern.
Filmen gick under arbetsnamnen Monica Z - Hela Sveriges Monica och Monica Zetterlund - Ett lingonris i ett cocktailglas, taget efter en dikt skriven av Tage Danielsson till Zetterlund.

## Mottagande
Monica Z sågs av 517 077 biobesökare i Sverige 2013 och blev det året den mest sedda svenska filmen på bio och den tredje mest sedda filmen överlag på bio efter Hobbit: Smaugs ödemark och The Hunger Games: Catching Fire.
Filmen fick fina recensioner, hamnade på Biotoppens förstaplats två veckor i rad, men fick kritik för den mångfald av fiktiva inslag som föreligger däri, bland annat för framställningen av Monicas far Bengt. "Sådär grym var inte Bengt. Han var snäll, och jätterolig," säger Zetterlunds kusin Greta Olsson. Birro har klarlagt att han inte ville skriva en dokumentär om Monica Zetterlund, utan enbart berätta vem hon var och identifiera några grundproblem hon fick tas med, och då var hennes relation till pappan någonting som återkom.

## Priser och utmärkelser
Den 3 januari offentliggjordes nomineringarna till Guldbaggegalan 2014, där Monica Z toppade listan över de mest nominerade filmerna, med elva nomineringar, varav den vann fyra, för Bästa regi (Per Fly), Bästa kvinnliga huvudroll (Edda Magnason), Bästa manliga biroll (Sverrir Gudnason) och Bästa kostym (Kicki Ilander).
| År   | Kategori                  | Mottagare                                     | Resultat  |
| ---- | ------------------------- | --------------------------------------------- | --------- |
| 2014 | Bästa film                | Lena Rehnberg (producent)                     | Nominerad |
| 2014 | Bästa regi                | Per Fly                                       | Vann      |
| 2014 | Bästa kvinnliga huvudroll | Edda Magnason, i rollen som Monica Zetterlund | Vann      |
| 2014 | Bästa manliga biroll      | Kjell Bergqvist i rollen som Bengt            | Nominerad |
| 2014 | Bästa manliga biroll      | Sverrir Gudnason i rollen som Sture Åkerberg  | Vann      |
| 2014 | Bästa originalmusik       | Peter Nordahl                                 | Nominerad |
| 2014 | Bästa ljud/ljuddesign     | Hans Møller                                   | Nominerad |
| 2014 | Bästa foto                | Eric Kress                                    | Nominerad |
| 2014 | Bästa kostym              | Kicki Ilander                                 | Vann      |
| 2014 | Bästa mask/smink          | Eva von Bahr                                  | Nominerad |
| 2014 | Bästa scenografi          | Josefin Åsberg                                | Nominerad |
| 2014 | Biopublikens pris         | Lena Rehnberg (producent)                     | Nominerad |